# Silly Boy
Silly Boy is een single van de Nederlandse popzangeres Eva Simons.

## Achtergrondinformatie
Het nummer is geschreven door M. Hamilton en T. Person en geproduceerd door Tearce "Kizzo" Keaz. In april lekte het nummer op YouTube uit en trok ruim tien miljoen luisterende mensen. Dit zorgde voor een boze reactie van Simons, maar was daar achteraf dankbaar voor. Men dacht dat het nummer een demo van een samenwerking van Lady Gaga en Rihanna was. In een interview in een later stadium bevestigde Simons dat zij het nummer schreef.
Het grote succes op YouTube zorgde ervoor dat verschillende platenlabels Simons een contract aanboden. Het nummer werd uiteindelijk uitgebracht onder EMI en Virgin in twaalf landen, van begin september in Duitsland tot half oktober in het Verenigd Koninkrijk.

## Tracklist
- Cd-single[3]

1. "Silly Boy" (Original Version) — 03:22
2. "Silly Boy" (Acoustic Version) — 03:32

- Exclusive download bundle[4]

1. "Silly Boy" (Original Version) — 03:22
2. "Silly Boy" (Acoustic Version) — 03:32
3. "Silly Boy" (Dave Aude Club Mix) — 7:47
4. "Silly Boy" (Richard Vission Solmatic Mix) — 05:45

## Officiële versies
- Silly Boy (Original Version) 03:22
- Silly Boy (Acoustic Version) 03:32
- Silly Boy (Dave Aude Radio Edit) 4:05
- Silly Boy (Dave Aude Club Mix) 7:47
- Silly Boy (DJ Escape & Tony Coluccio Radio Edit) 3:36
- Silly Boy (DJ Escape & Tony Coluccio Club Mix) 6:16
- Silly Boy (DJ Escape & Tony Coluccio Dub) 5:51
- Silly Boy (Gooseflesh Remix) 4:19
- Silly Boy (Richard Vission Solmatic Mix) 05:45

## Releasedata
| Regio               | Datum             | Format    |
| ------------------- | ----------------- | --------- |
| Wereldwijd          | 31 juli 2009      | download  |
| Duitsland           | 4 september 2009  | cd-single |
| Europa              | 14 september 2009 | cd-single |
| Verenigd Koninkrijk | 12 oktober 2009   | cd-single |

### Hitnotering
| "Silly Boy" in de Nederlandse Top 40 - binnen: 26-09-2009 | "Silly Boy" in de Nederlandse Top 40 - binnen: 26-09-2009 | "Silly Boy" in de Nederlandse Top 40 - binnen: 26-09-2009 | "Silly Boy" in de Nederlandse Top 40 - binnen: 26-09-2009 | "Silly Boy" in de Nederlandse Top 40 - binnen: 26-09-2009 | "Silly Boy" in de Nederlandse Top 40 - binnen: 26-09-2009 | "Silly Boy" in de Nederlandse Top 40 - binnen: 26-09-2009 | "Silly Boy" in de Nederlandse Top 40 - binnen: 26-09-2009 | "Silly Boy" in de Nederlandse Top 40 - binnen: 26-09-2009 |
| Week                                                      | 1                                                         | 2                                                         | 3                                                         | 4                                                         | 5                                                         | 6                                                         | 7                                                         |                                                           |
| --------------------------------------------------------- | --------------------------------------------------------- | --------------------------------------------------------- | --------------------------------------------------------- | --------------------------------------------------------- | --------------------------------------------------------- | --------------------------------------------------------- | --------------------------------------------------------- | --------------------------------------------------------- |
| Nummer                                                    | 36                                                        | 28                                                        | 17                                                        | 13                                                        | 16                                                        | 27                                                        | 39                                                        | uit                                                       |